# Stukostrachy
Stukostrachy – tytuł powieści Stephena Kinga oraz filmu zrealizowanego na jej podstawie.

## Powieść
- Tytuł oryginalny: The Tommyknockers
- Rok wydania: 1987
- Polskie wydanie: 2004 (Prószyński i S-ka ISBN 83-7337-656-9)

## Szczegóły
Podczas spacerów po okolicznym lesie Bobbi Anderson potyka się o kawałek wystającego z ziemi metalu. Postanawia go wykopać. Znaleziskiem okazuje się ogromnych rozmiarów statek obcych. Wywiera on wpływ na Bobbi oraz na mieszkańców pobliskiego miasteczka Haven. Zmieniają się oni zarówno fizycznie (przybierając "galaretowaty" wygląd), jak i nabywają wiele zdolności psychicznych (np. potrafią czytać w myślach innych ludzi). Obiekt wytwarza "atmosferę", która nie pozwala mieszkańcom Haven opuścić swojego miasta, a która jest zabójcza dla przybyszów. Jedną z osób odpornych na jego wpływ jest Jim 'Gard' Gardener, alkoholik i poeta (przyjaciel Bobbi), posiadający w głowie metalową płytkę – "pamiątkę" po wypadku – uniemożliwiającą innym osobom z miasta, "wchodzenie" i czytanie w jego myślach.

## Ekranizacja
- Tytuł oryginalny: The Tommyknockers
- Tytuł polski: Stukostrachy
- Rok produkcji: 1993
- Reżyseria: John Power
- Scenariusz: Lawrence D. Cohen
- Obsada: Jimmy Smits, Marg Helgenberger, John Ashton, Allyce Beasley, Robert Carradine
- Czas trwania: 180 min.